# Spitzingscheibe
Die Spitzingscheibe ist ein 1270 m ü. NHN hoher Gipfel im Wendelsteingebiet, das zum Mangfallgebirge in den Bayerischen Voralpen gehört.

## Topographie
Der Wendelstein sendet über einen Türkenköpfl und Kirchwand einen Grat nach Westen Richtung Schweinsberg. Diesem ist die Spitzingscheibe südlich vorgelagert. Der Sattel dazwischen beherbergt die Spitzingalm, zu der auch die sanft gerundete Spitzingscheibe gehört. Diese und die Spitzingscheibe ist über einen Forstweg erreichbar.

## Galerie

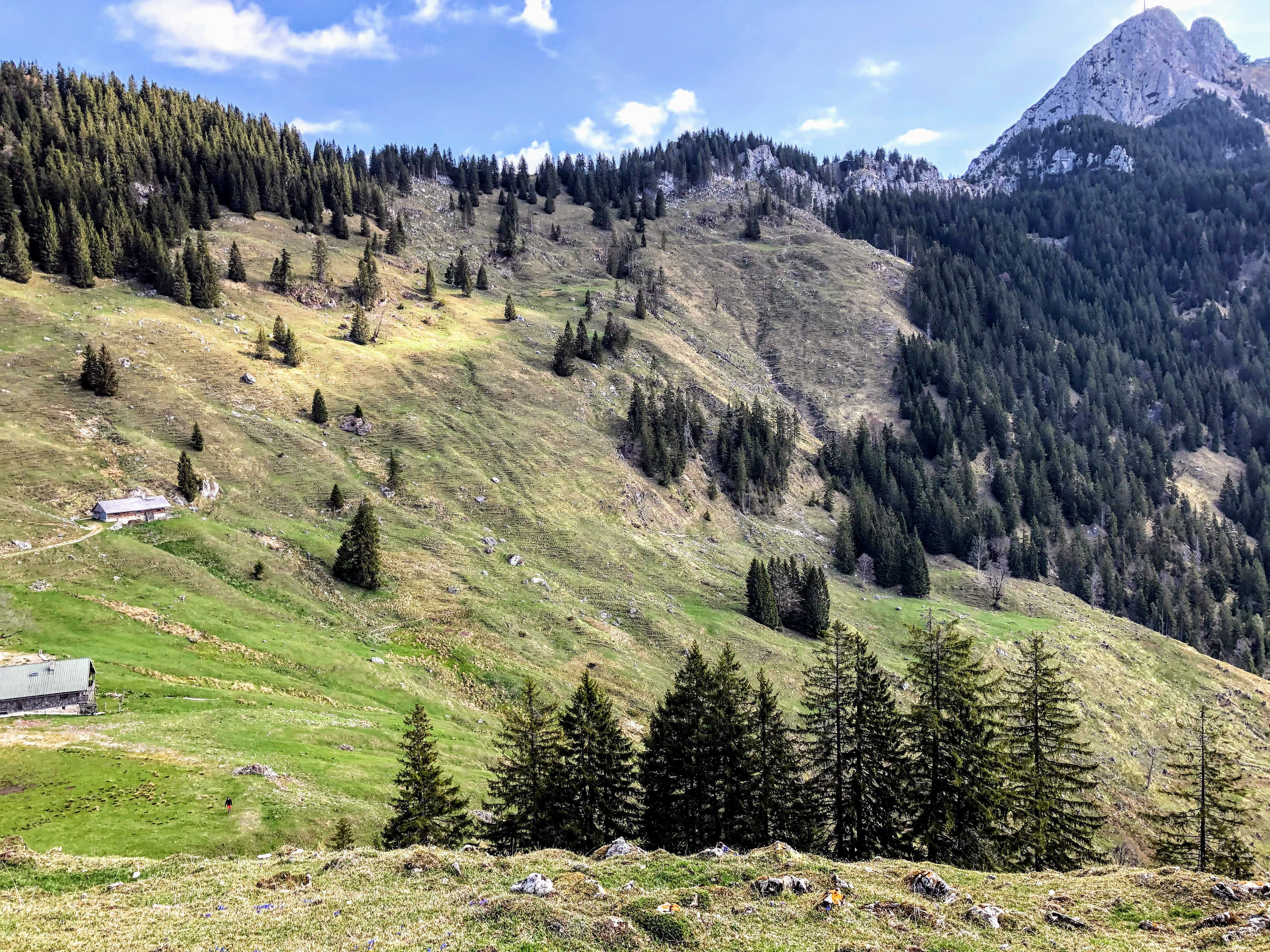
Spitzingalm im Sattel mit Türkenköpfl und Wendelstein